# Zápas na Letních olympijských hrách 1980 – muži, řecko-římský do 57 kg
Zápas řecko-římský ve váhové kategorii do 57 kg probíhal na Letních olympijských hrách 1980 v Moskvě, v atletické hale CSKA Moskva. O medaile se utkalo celkem 13 zápasníků.

## Turnajové výsledky
Za prohru zápasníci získávají záporné body. 6 bodů vyřazuje zápasníka z dalších bojů. Poté, co zbývají poslední tři borci, utkají se tito ve finálovém kole o medaile.
Legenda
- TF — Lopatkové vítězství
- IN — Vítězství pro soupeřovo zranění
- DQ — Vítězství pro soupeřovu pasivitu
- D1 — Vítězství pro soupeřovu pasivitu, vítěz taktéž napomínán
- D2 — Oba zápasníci diskvalifikováni pro pasivitu
- FF — Kontumační vítězství
- DNA — Soupeř nenastoupil
- TPP — Trestné body celkem
- MPP — Trestné body za zápas

Sankce
- 0 – Lopatkové vítězství, technická převaha, pro pasivitu, zranění soupeře, nenastoupení
- 0,5 – Výhra na body, 8-11 bodů rozdíl
- 1 – Výhra na body, 1-7 bodů rozdíl
- 2 – Výhra pro pasivitu, vítěz taktéž napomínán
- 3 – Prohra na body, 1-7 body rozdíl
- 3,5 – Prohra na body, 8-11 bodů rozdílu
- 4 – Prohra lopatková, technickou převahu, pro pasivitu, zranění, nenastoupení

### Kolo 1
| TPP | MPP |                           | Score     |                       | MPP | TPP |
| --- | --- | ------------------------- | --------- | --------------------- | --- | --- |
| 4   | 4   | Julien Mewis (BEL)        | TF / 2:28 | Šamil Serikov (URS)   | 0   | 0   |
| 0.5 | 0.5 | Mihai Boţilă (ROU)        | 14 – 3    | Mohamed Nakdali (SYR) | 3.5 | 3.5 |
| 0   | 0   | Antonino Caltabiano (ITA) | DQ / 6:45 | Herbert Nigsch (AUT)  | 4   | 4   |
| 0   | 0   | Benni Ljungbeck (SWE)     | DQ / 5:27 | Leonel Pérez (CUB)    | 4   | 4   |
| 4   | 4   | Pertti Ukkola (FIN)       | TF / 7:23 | Georgi Donev (BUL)    | 0   | 0   |
| 1   | 1   | Józef Lipień (POL)        | 11 – 5    | Josef Krysta (TCH)    | 3   | 3   |
| 0   |     | Gyula Molnár (HUN)        |           | Bye                   |     |     |

### Kolo 2
| TPP | MPP |                       | Score     |                           | MPP | TPP |
| --- | --- | --------------------- | --------- | ------------------------- | --- | --- |
| 0   | 0   | Gyula Molnár (HUN)    | TF / 4:26 | Julien Mewis (BEL)        | 4   | 8   |
| 0   | 0   | Šamil Serikov (URS)   | TF / 1:25 | Mihai Boţilă (ROU)        | 4   | 4.5 |
| 7.5 | 4   | Mohamed Nakdali (SYR) | DQ / 7:37 | Antonino Caltabiano (ITA) | 0   | 0   |
| 8   | 4   | Herbert Nigsch (AUT)  | DQ / 7:05 | Benni Ljungbeck (SWE)     | 0   | 0   |
| 8   | 4   | Leonel Pérez (CUB)    | DQ / 8:43 | Pertti Ukkola (FIN)       | 0   | 4   |
| 4   | 4   | Georgi Donev (BUL)    | TF / 7:17 | Józef Lipień (POL)        | 0   | 1   |
| 3   |     | Josef Krysta (TCH)    |           | Bye                       |     |     |

### Kolo 3
| TPP | MPP |                       | Score     |                           | MPP | TPP |
| --- | --- | --------------------- | --------- | ------------------------- | --- | --- |
| 3   | 0   | Josef Krysta (TCH)    | TF / 4:00 | Gyula Molnár (HUN)        | 4   | 4   |
| 1   | 1   | Šamil Serikov (URS)   | 3 – 2     | Antonino Caltabiano (ITA) | 3   | 3   |
| 5.5 | 1   | Mihai Boţilă (ROU)    | 6 – 4     | Pertti Ukkola (FIN)       | 3   | 7   |
| 1   | 1   | Benni Ljungbeck (SWE) | 10 – 4    | Georgi Donev (BUL)        | 3   | 7   |
| 1   |     | Józef Lipień (POL)    |           | Bye                       |     |     |

### Kolo 4
| TPP | MPP |                       | Score     |                           | MPP | TPP |
| --- | --- | --------------------- | --------- | ------------------------- | --- | --- |
| 2   | 1   | Józef Lipień (POL)    | 10 – 4    | Gyula Molnár (HUN)        | 3   | 7   |
| 7   | 4   | Josef Krysta (TCH)    | DQ / 7:58 | Šamil Serikov (URS)       | 0   | 1   |
| 7.5 | 2   | Mihai Boţilă (ROU)    | D1 / 8:11 | Antonino Caltabiano (ITA) | 4   | 7   |
| 1   |     | Benni Ljungbeck (SWE) |           | Bye                       |     |     |

### Kolo 5
| TPP | MPP |                       | Score     |                     | MPP | TPP  |
| --- | --- | --------------------- | --------- | ------------------- | --- | ---- |
| 5   | 4   | Benni Ljungbeck (SWE) | TF / 2:42 | Šamil Serikov (URS) | 0   | 1    |
| 6   | 4   | Józef Lipień (POL)    | D2 / 8:37 | Mihai Boţilă (ROU)  | 4   | 11.5 |

### Finále
Výsledky z předchozích kol se započítávají do finále (žlutě zvýrazněno)
| TPP | MPP |                       | Score     |                     | MPP | TPP |
| --- | --- | --------------------- | --------- | ------------------- | --- | --- |
|     | 4   | Benni Ljungbeck (SWE) | TF / 2:42 | Šamil Serikov (URS) | 0   |     |
| 8   | 4   | Benni Ljungbeck (SWE) | D2 / 8:25 | Józef Lipień (POL)  | 4   |     |
| 1   | 1   | Šamil Serikov (URS)   | 11 – 4    | Józef Lipień (POL)  | 3   | 7   |

## Finálové pořadí
1. Šamil Serikov (URS)
2. Józef Lipień (POL)
3. Benni Ljungbeck (SWE)
4. Mihai Boţilă (ROU)
5. Antonino Caltabiano (ITA)
6. Josef Krysta (TCH)
7. Gyula Molnár (HUN)
8. Georgi Donev (BUL)